# Allium olympicum
Allium olympicum là một loài thực vật có hoa trong họ Amaryllidaceae. Loài này được Boiss. mô tả khoa học đầu tiên năm 1844.

## Hình ảnh

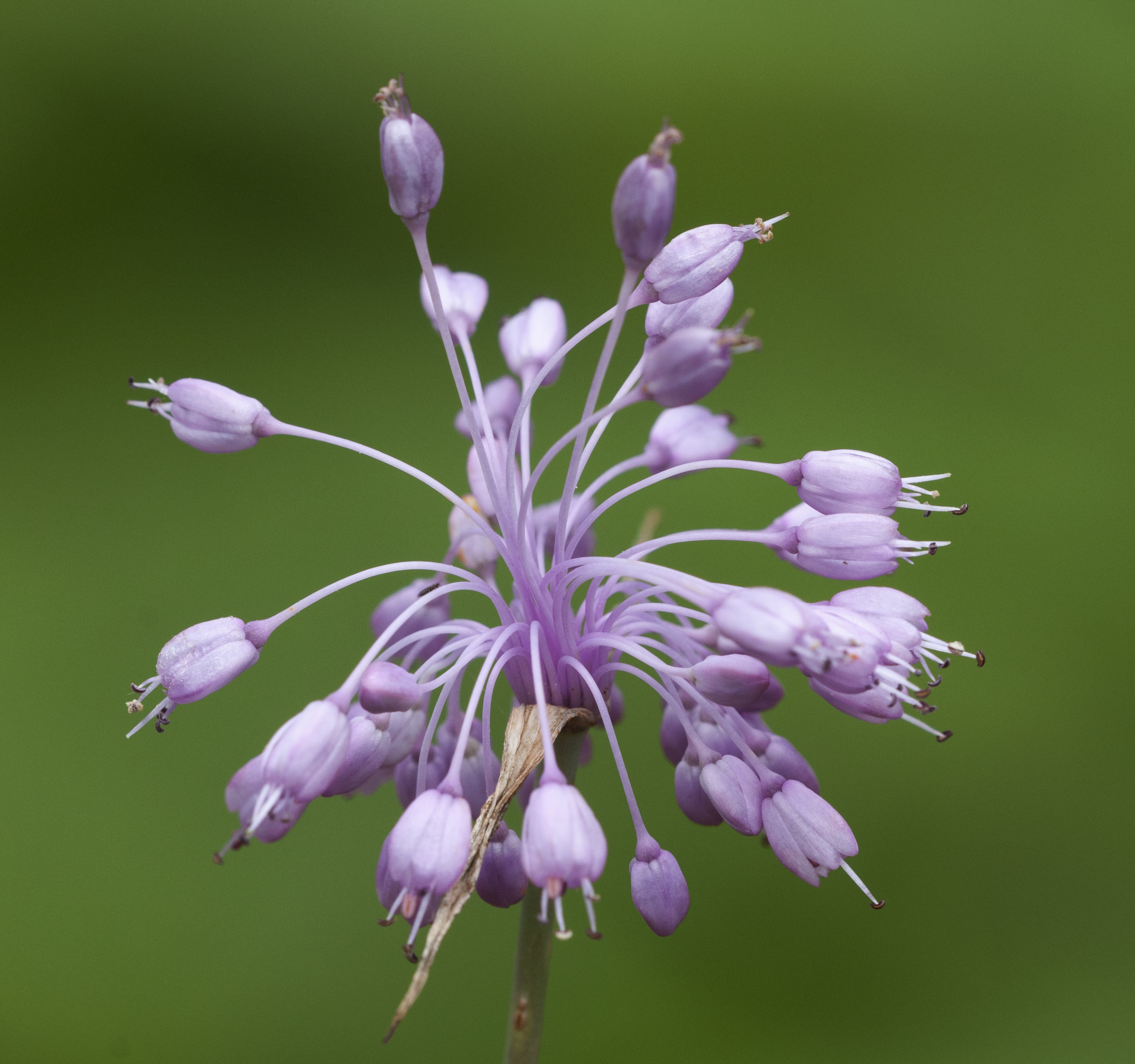
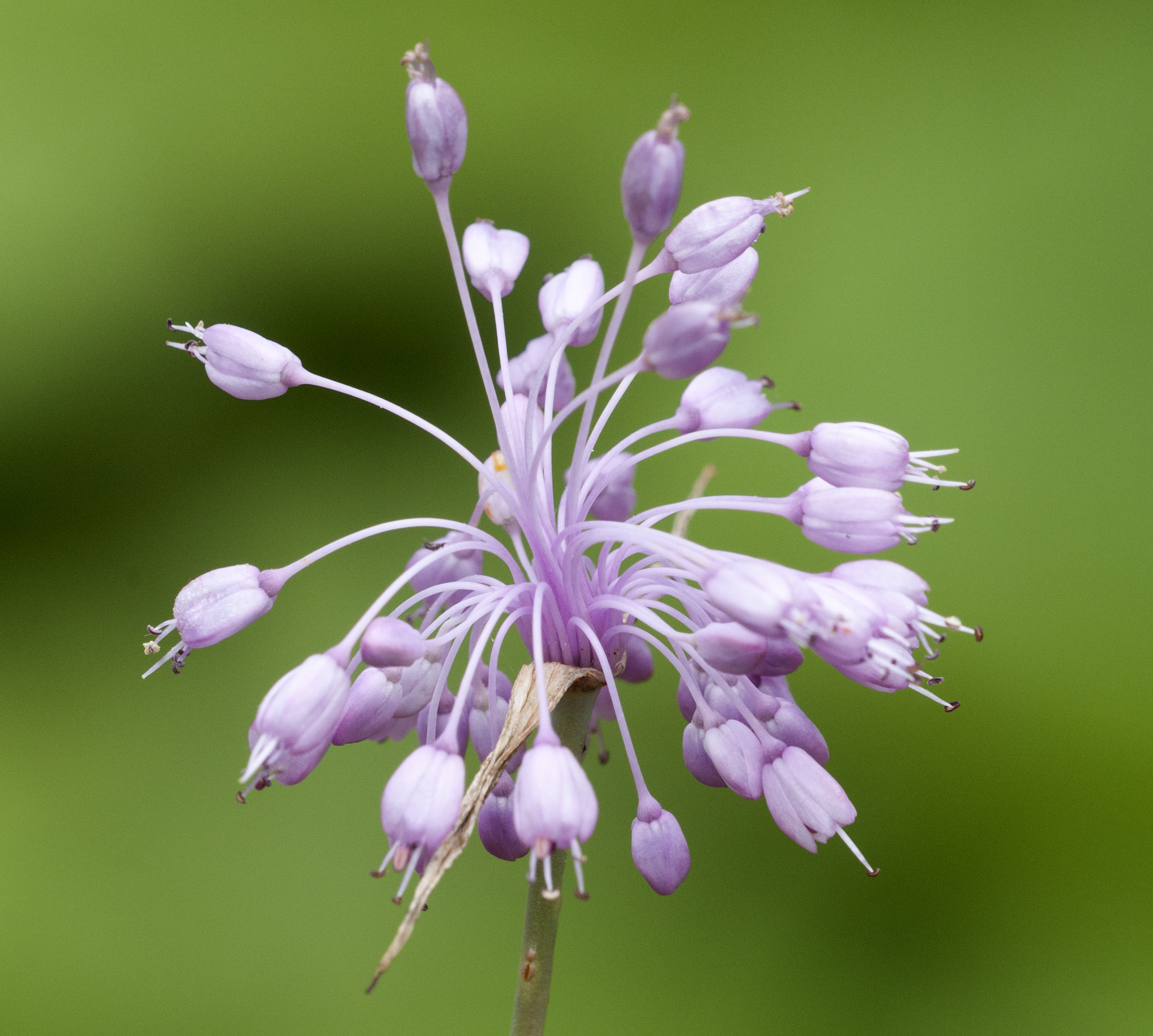
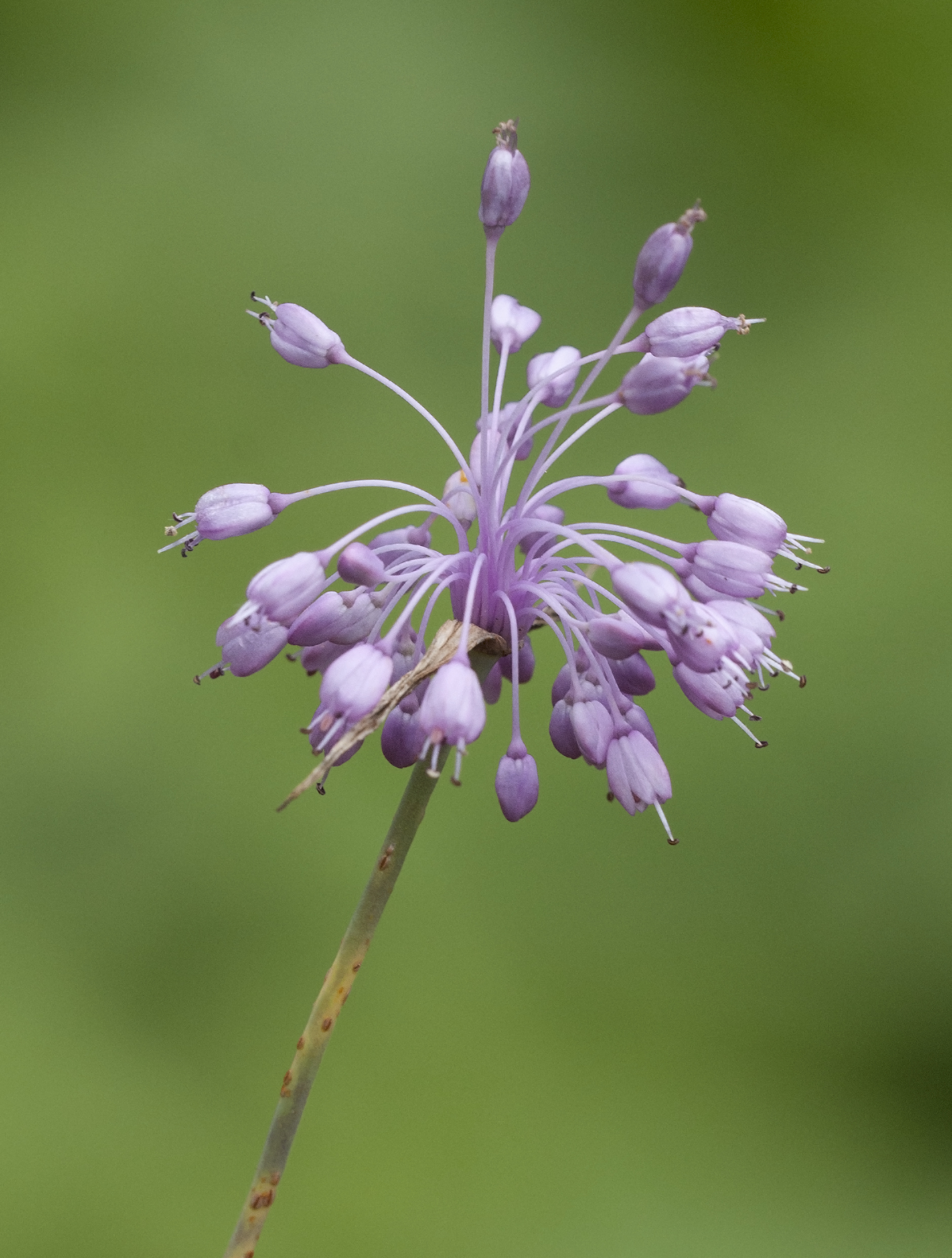
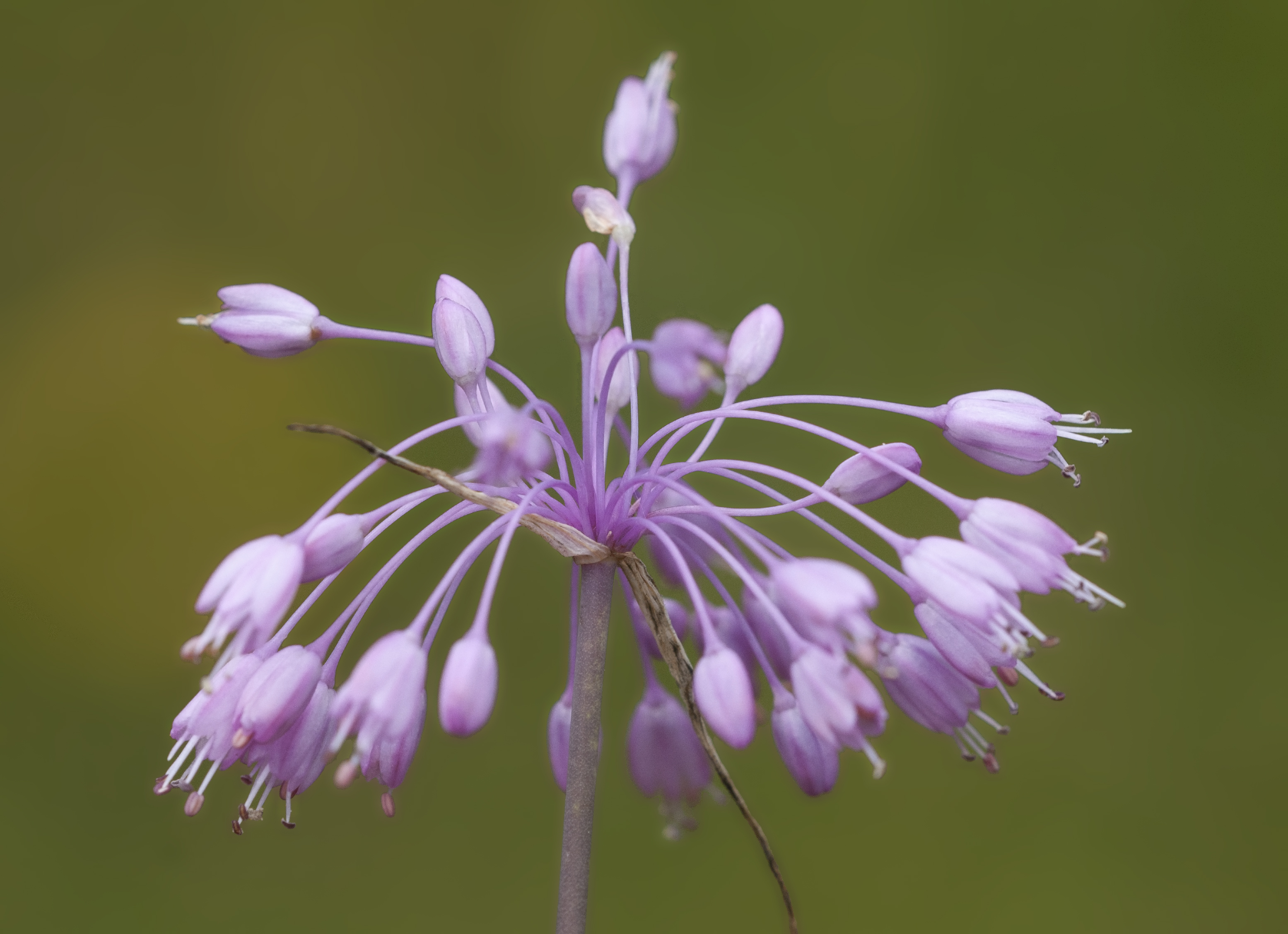